# جشمة سرخ (دشت روم)
جشمة سرخ (بالفارسية: چشمه سرخ) هي قرية تقع في إيران في قسم دشت روم الريفي.